# Sergio Bertoni
Sergio Bertoni (23. september 1915 - 15. februar 1995) var en italiensk fodboldspiller (angriber) og -træner.
Bertoni blev verdensmester med Italiens landshold ved EM 1938 i Frankrig, omend han ikke var på banen i nogen af italienernes fire kampe i turneringen. Han nåede i alt at spille seks landskampe, og var også med til at vinde guld ved OL 1936 i Berlin.
På klubplan spillede Bertoni for blandt andet Pisa, Genoa og Brescia.